# Jacob Aall
Jacob Aall (født 27. juli 1773 i Porsgrund, død 4. august 1844 på Nes Jernværk) var en norsk godsejer, politiker og historiker. Han var søn af købmand og godsejer til Ulefoss, cand. theol. Nicolai Benjamin Aall (1739—1798), bror til Niels og Jørgen Aall samt far til Hans Jørgen Christian Aall.
15 år gammel kom han til Danmark, hvor han 1791 blev student og 4 år efter cand. theol., begge dele med udmærkelse. Et forsøg på at blive præst i Norge faldt så uheldigt ud, at han snart afstod fra den tanke. Han vendte (1796) tilbage til København og lagde sig nu efter studiet af naturvidenskab, navnlig mineralogi, kemi og fysik, og dette fortsatte han ved forskellige tyske universiteter med det mål for øje at uddanne sig til praktisk bjergmand, idet han vilde anvende sine ganske betydelige arvemidler til grundlæggelse af et jernværk i Norge. 
Hjemkommen 1799 købte han sammen med sin yngste broder, Nicolai Benjamin Aall, godsejer til Bjørntvedt i Eidanger (1776—1811), Nes Jernværk i Holt (mellem Tvedestrand og Arendal) for 165 000 rigsdaler. Ved samme tid ægtede han Lovise Andrea Stephansen (1779-1825) fra Københvn. De nærmest påfølgende år var særdeles velsignelsesrige såvel for det unge herskab som for Aalls talrige arbejdere, og forholdet mellem dem blev efterhånden helt patriarkalsk. Efter nogen tids forløb blev Aall eneejer af værket, for hvilket han var en udmærket, indsigtsfuld og fremsynet leder, og hvor han indførte en mere rationel produktionsmåde af varig betydning for jernværksdriften i Norge. 
Da krigen udbrød 1807, fik Aall mange bekymringer og vanskeligheder at kæmpe med. Det eneste marked for jernet var Danmark, hvorhen det måtte føres ad et af engelske kaperskibe opfyldt hav, og ad den samme vej måtte kornet hentes. I sine erindringer har Aall levende skildret den spænding, de ængstelser og de velfærdstab, som var forbundne hermed. For Aalls vedkommende var spændingen så meget større, som ikke blot værkets arbejdere, men befolkningen i vid omkreds i disse trængselsår var henviste til at få deres brødkorn ved hans forsorg. Alene ved denne sin opofrende virksomhed, hvorunder han satte hele sin formue på spil, ville han have fortjent fædrelandets tak for at have reddet tusinder fra hungersnøden. 
Ikke nok hermed ofrede Aall ved det norske universitets oprettelse (1811) en betydelig sum (20 000 rigsdaler) til dets grundfond. Aall så med uro og bekymring på den interimistiske norske regerings mod Norges løsrivelse fra Danmark stilende politik, og da han ved sin virksomhed kom i berøring med grev Herman Wedel Jarlsberg, der af regeringskommissionen var betroet den øverste ledelse af Norges provideringsvæsen, troede greven i Aall at have fundet en politisk meningsfælle, hvorfor han i august 1809 indviede Aall i de planer, som gik ud på at ophæve foreningen med Danmark og i stedet knytte en ny med Sverige. 
Så langt kunne dog den forsigtige, i det længste dansk-venlige, Aall endnu ikke gå, og det var først under de følgende års vanskelige stilling, han efterhånden kom til den overbevisning, at landets redning lå i en svensk-norsk union, og "at Fædrelandets Vel fordrede dette Offer". Disse anskuelser forfægtede han også i Rigsforsamlingen på Eidsvold, hvor han mødte som repræsentant for Nedenes Amt, og hvor han som medlem af konstitutionskomiteen fik afgørende indflydelse på grundlovsværkets endelige udformning. I efteråret 1814, da foreningen med Sverige var indgået, foreslog grev Wedel ham at indtræde i regeringen — et tilbud Aall afslog. 
Derimod mødte han som repræsentant for Nedenes Amt på Stortingene 1815—16, 1821—22 og 1827—30. 1839 var han også valgt, men måtte på grund af nedbrudt helbred frasige sig hvervet. Hans deltagelse i det offentlige liv var helt igennem præget af varm fædrelandskærlighed og sand noblesse. Særlig bidrog han til at klare mange praktiske spørgsmål, navnlig de dengang så vanskelige reformer vedkommende bank- og pengevæsenet. Store fortjenester havde han også af bjergværkslovgivningen. Genoptagelsen af Kongsberg Sølvværks drift for statens regning skyldtes således ham. 
Aall var levende interesseret for videnskab og litteratur, navnlig historie, topografi og økonomi; han bekostede udgivelsen af flere historisk-filologiske værker, oversatte selv Snorre Sturlassøns norske Kongesagaer (1838—39) foruden andre sagaer, og udgav 1832—36 tidsskriftet Nutid og Fortid, der indeholder forskellige nationaløkonomiske og andre afhandlinger af ham. Hans hovedværk er dog Erindringer som Bidrag til Norges Historie 1800—1815, der udkom i 3 bind 1844—45 og i 1859 udgavs i ét bind af rigsarkivar Chr. Lange. Tiltagende sygelighed hindrede ham i at få værket fuldført, hvorfor udgivelsen delvis blev besørget ved hans ven provst Andreas Faye.